# Long Ridge, Antarktis
Long Ridge är en bergstopp i Antarktis. Den ligger i Västantarktis. Argentina, Chile och Storbritannien gör anspråk på området. Toppen på Long Ridge är 1 256 meter över havet.
Terrängen runt Long Ridge är platt norrut, men söderut är den kuperad. Trakten är obefolkad. Det finns inga samhällen i närheten.